# Nagykőrös
Nagykőrös es una ciudad (en húngaro: «város»), capital del distrito homónimo en el sur del condado de Pest, en el centro de Hungría.
En 2013 su población era de 24 016 habitantes.
En la localidad existe un museo que recibe su nombre en honor a János Arany, escritor, periodista, poeta y traductor húngaro, que enseñó aquí desde el año 1851, aproximadamente.

## Ciudades hermanadas
La ciudad de Nagykőrös se encuentra hermanada con las siguientes localidades:
- Espelkamp, Alemania
- Salonta, Rumanía
- Reghin, Rumanía
- Haaksbergen, Países Bajos
- Terme di Castrocaro, Italia
- Le Muy, Francia
- Thun, Suiza